# Sneakers
Sneakers (Brasil: Quebra de Sigilo / Portugal: Heróis por Acaso) é um filme estado-unidense de 1992, dirigido por Phil Alden Robinson e escrito por Robinson, Walte Parkes e Lawrence Lasker e estrelado por Robert Redford, Dan Aykroyd, Ben Kingsley, Mary McDonnell, River Phoenix, Sidney Poitier e David Strathairn. O filme marca a segunda colaboração entre Poitier e Phoenix (a primeira foi Little Nikita de 1988).

## Elenco
- Robert Redford como Martin Bishop/Martin Brice
- Ben Kingsley como Cosmo
- Sidney Poitier como Donald Crease
- David Strathairn como Irwin "Assobiador" Emery
- Dan Aykroyd como Darren "Mãe" Roskow
- River Phoenix como Carl Arbogast
- Mary McDonnell como Liz
- Stephen Tobolowsky como Werner Brandes
- Timothy Busfield como Dick Gordon
- Eddie Jones como Buddy Wallace
- George Hearn como Gregor
- Donal Logue como doutor Gunter Janek
- Lee Garlington como doutora Elena Rhyzkov
- James Earl Jones como Bernard Abbott, agente da Agência de Segurança Nacional